# Grumman S-2
Die Grumman S-2 Tracker (bis 1962 S2F) war ein flugzeugträgergestütztes U-Boot-Jagdflugzeug des US-amerikanischen Herstellers Grumman Aircraft Engineering Corporation.

## Konstruktion
Die S-2 ist ein Schulterdecker, um ein großes Kabinenvolumen zu gewährleisten, das man brauchte, um die umfangreiche Bordausrüstung unterzubringen. Weitere Konstruktionsmerkmale sind ein großer Waffenschacht, ein Suchradar in einem ausfahrbaren Turm unter dem Rumpf, ein Magnetfeldortungsgerät (MAD) in einem einziehbaren Heckausleger und ein Suchscheinwerfer in der rechten Tragfläche. Die faltbaren Flügel und ein Fanghaken ermöglichen den Einsatz auf Flugzeugträgern.

## Geschichte

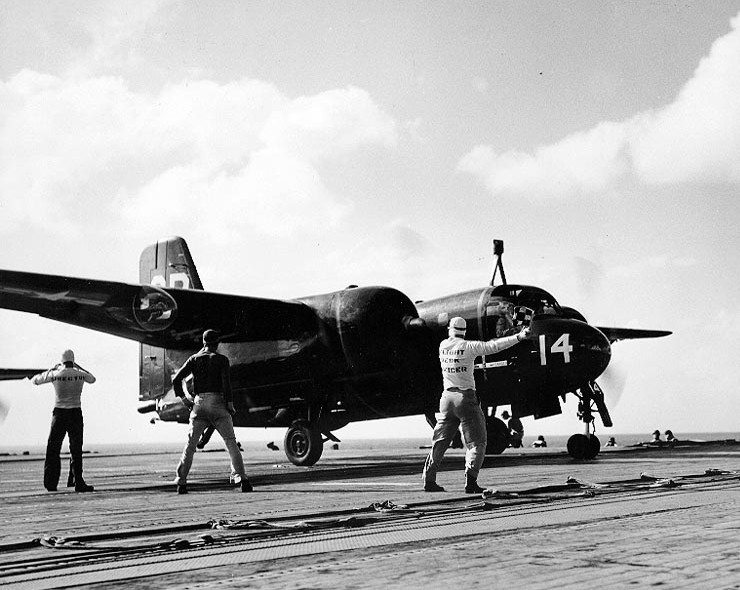
Eine S2F-1 der VS-32 auf der USS Leyte, 1955

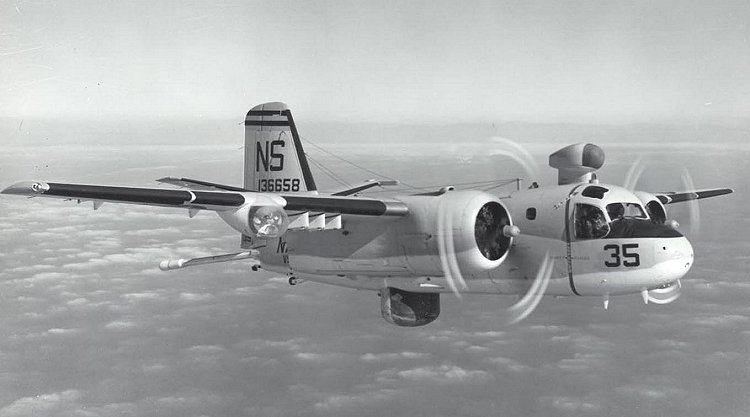
Eine S-2A mit ausgefahrenem MAD und Radar

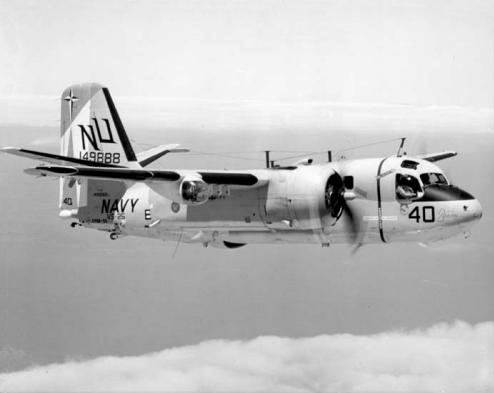
S-2E der Staffel VS-25 der USS Yorktown, 1967

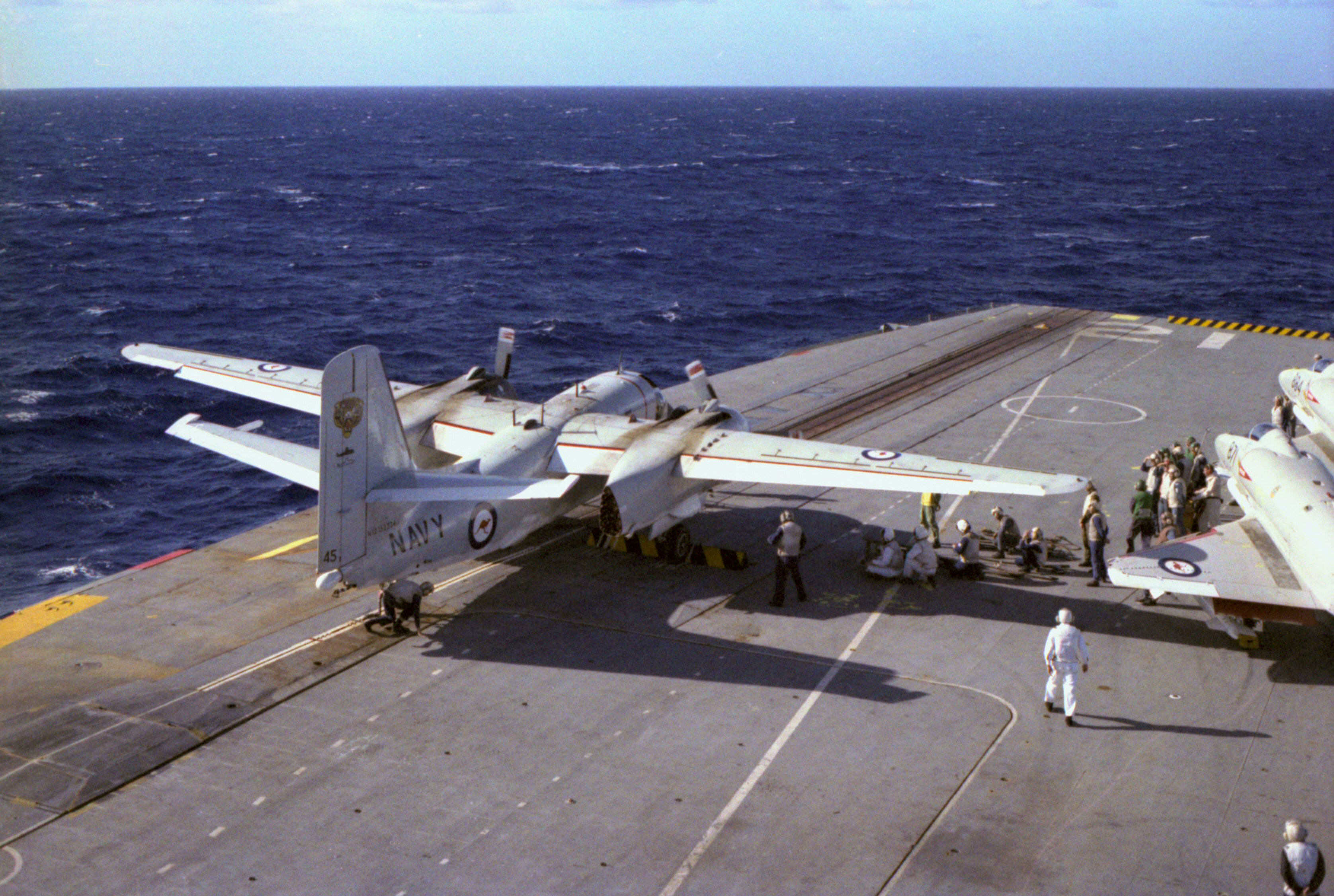
Eine australische S-2E auf der HMAS Melbourne, 1976

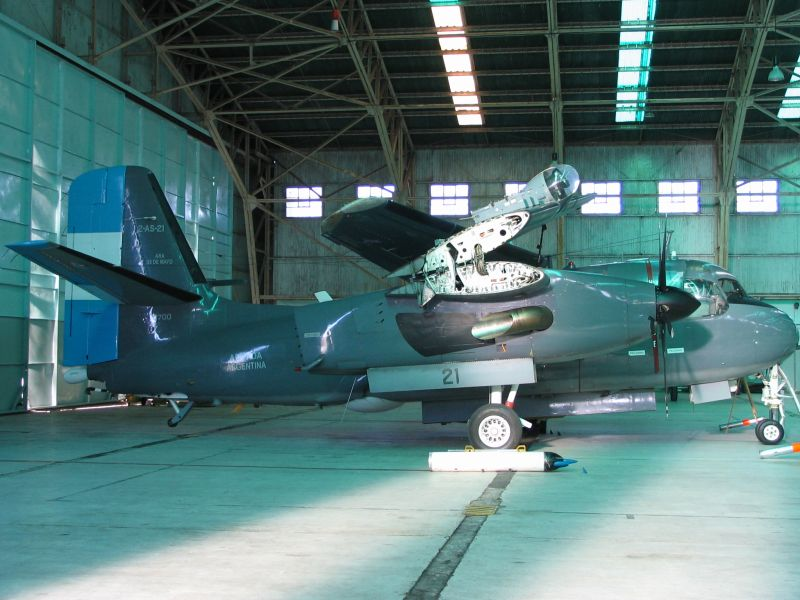
S-2T TurboTracker der argentinischen Marine, 2005

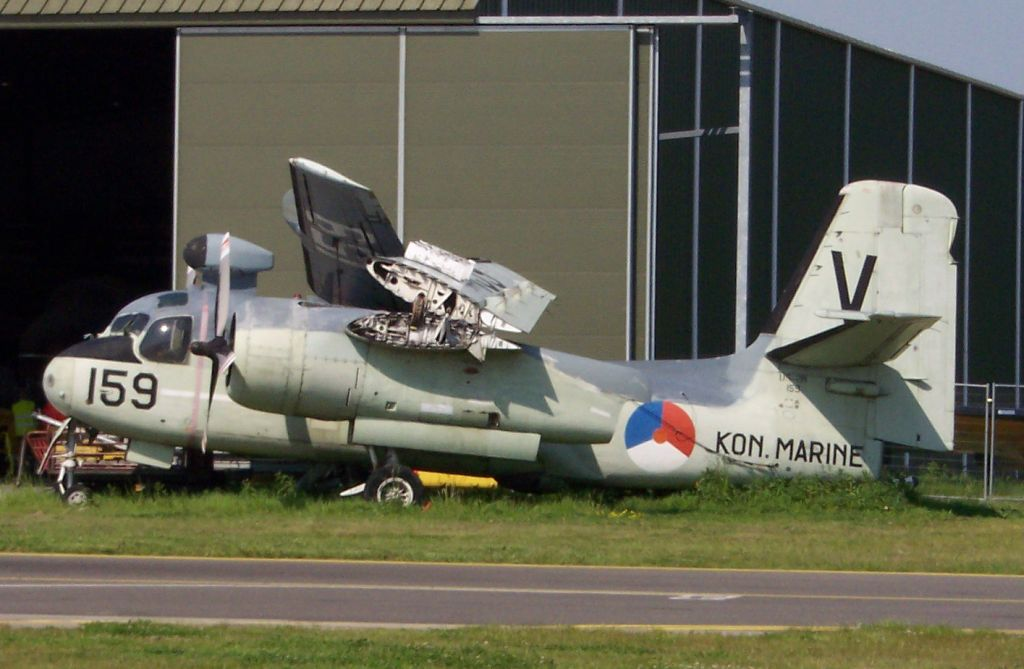
Grumman S-2N der Koninklijke Marine

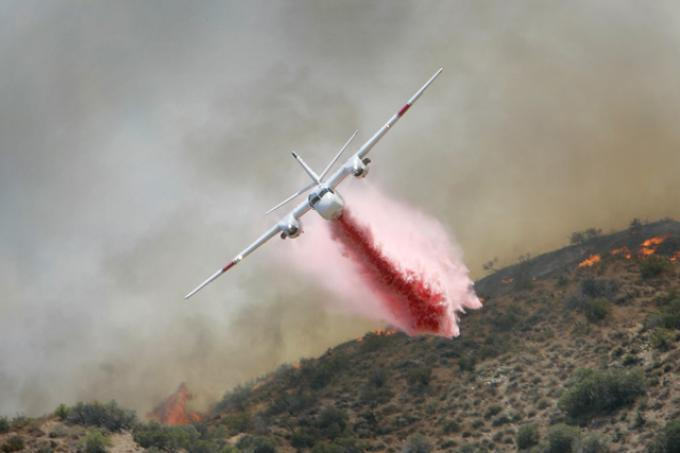
Feuerlöschflugzeug S-2F3AT, 2006

Die Geschichte der S-2 begann nach dem Zweiten Weltkrieg, als die US Navy noch sogenannte Hunter-Killer-Teams einsetzte, bei denen das eine Flugzeug das U-Boot mit Sonar suchte und das andere anschließend versuchte, das U-Boot zu versenken. Dieses Konzept erwies sich aber bald als unzureichend, da nur die Funkverbindung zwischen den beiden Flugzeugen ausfallen musste, um eine Mission zum Scheitern zu bringen. Außerdem wurden zu dieser Zeit neue U-Boote mit Nuklearantrieb entwickelt, die schneller fahren und tiefer tauchen konnten. Die Boote wurden zudem immer leiser. Die Marine suchte deshalb einen Nachfolger.
Grumman entwarf daraufhin den Prototyp Grumman G-89. Der von der Marine akzeptierte Prototyp flog am 4. Dezember 1952 unter der Bezeichnung XS2F-1 das erste Mal. Die erste Serienversion ging im Februar 1954 als S2F-1 (ab 1962 S-2A) beim Anti-Submarine Squadron VS-26 in Dienst. Von dieser Version wurden mehr als 500 Stück für die Navy gebaut, zusätzlich wurden 100 S2F-1 in andere Länder exportiert.
Weitere Versionen waren die S2F-1S (S-2B), die ein verbessertes Sonar und eine bessere Bewaffnung bekam, und die S2F-2 (S-2C), die einen größeren Waffenschacht und ein größeres Leitwerk erhielt, um das höhere Gewicht tragen zu können. Die nächste Version war die S2F-3 (S-2D), die Tragflächen mit einer größeren Spannweite hatte, ein nochmal vergrößertes Leitwerk, eine größere Treibstoffkapazität und Motorzellen, die mehr Sonarbojen tragen konnten (insgesamt 32). Außerdem wurde der Vorderrumpf verlängert und verbreitert, um für die Besatzung mehr Platz zu schaffen. Die S2F-3 wurde im Mai 1961 in Dienst gestellt und tat am Ende bei mindestens fünfzehn Staffeln Dienst.

## Versionen
YS-2A (YS2F-1)Prototypen, 15 gebaut.
S-2A (S2F-1)Serienvariante mit Wright-R-1820-82WA-Motoren, 740 gebaut.
TS-2A207 zu Trainingsflugzeugen umgebaute S-2A.
US-2A50 zu Zielschleppflugzeugen umgebaute S-2A.
S-2B (S2F-1S)mit Julie-Jezebel-Ortungssystem ausgerüstete S-2A.
US-2B64 zu Mehrzweckflugzeugen (ohne Bewaffnung) umgebaute S-2A, TS-2A, US-2A und S-2B.
S-2C (S2F-2)S-2A mit vergrößertem Bombenschacht und Heckleitwerk, 77 gebaut.
RS-2C (S2F-2P)einige zu Aufklärungsflugzeugen umgebaute S-2C.
US-2C (S2F-2U)48 zu Mehrzweckflugzeugen (ohne Bewaffnung) umgebaute S-2C.
S-2D (S2F-3)Version mit vergrößertem Cockpit, Spannweite, Heckleitwerk und Treibstoffvorrat, Verdopplung der Anzahl der mitgeführten Sonarbojen auf 16, 100 gebaut.
S-2E (S2F-3S)S-2D mit AN/APS-88-Radar, welches das AM/APS-38B der S-2D ersetzte. Das Julie-Jezebel-Gerät wurde vom neuen AS/ASN-30 abgelöst. Äußerlich sind die S-2D und S-2E identisch, 252 wurden gebaut. Die S-2E wurde auch in andere Länder exportiert: Nach Australien, Korea, Taiwan, Venezuela, Brasilien, Argentinien, Uruguay, Peru und in die Türkei.
S-2F (S2F-1S1)S-2F war die Bezeichnung einer Version der S-2B mit modernerer Suchausrüstung.
S-2GDie letzte von der US Navy benutzte U-Jagdversion der Grumman Tracker war die S-2G. Bei ihr handelte es sich um 49 modernisierte S-2E. Das Julie-Jezebel-System wurde weiter verbessert und trug nun die Bezeichnung AM/ASN-92V. Auch die Möglichkeit, Funksprüche des Gegners in tieferen Frequenzbereichen aufzuspüren, wurde mit dem AN/AQA-7 weiter verbessert. Als erste Tracker bekam die S-2G eine ECM-Ausrüstung, um sich gegen gegnerische Angriffe auch elektronisch zur Wehr setzen zu können. Die S-2E und S-2G wurden bis in die Mitte der 1970er-Jahre hinein verwendet. Die Träger Kitty Hawk und Saratoga setzten als einzige „große“ Träger die Tracker im Rahmen des CV-Konzeptes ein. Das CV-Konzept beinhaltete, dass die Angriffsträger die U-Jagdeinheiten übernahmen, um sich selbst gegen U-Boote zu schützen. Die S-2G tat Dienst, bis sie von der S-3 Viking ersetzt wurde.
CS2F-142 von De Havilland Canada in Lizenz gebaute S2F-1.
CS2F-2verbesserte Version mit Avionik von Litton Industries. 57 wurden von De Havilland Canada gebaut.
CS2F-343 CS2F-2 mit verbesserter Elektronik.
CP-121Bezeichnung für die CS2F-1/-2/-3 ab 1968.
S-2T1986 wurde eine S-2 mit Propellerturbinen Garrett TPE331 mit 1227 kW Leistung und einer fünfblättrigen Luftschraube ausgerüstet. Diese erhielt 1990 nach umfangreichen Flugversuchen die Zulassung der FAA. 1991 begannen die Test der nun als Turbo Tracker bezeichneten Version als Patrouillen- und U-Boot-Jagdflugzeug, das 1992 die Trägerqualifikation erhielt. Dieser Umbau ging als Bausatz an Argentinien, das ab 1993 neue Maschinen dieser Version übernahm. Auch Taiwan stellte 27 auf Turbinen umgerüstete, mit Vierblattpropellern ausgerüstete und weiter modernisierte S-2 in Dienst, von denen 2009 noch vier im Einsatz sind.

### Einsatz bei der Koninklijke Marine
Zwischen dem 8. März 1960 und dem 12. Januar 1961 erhielt auch die niederländische Marine 26 Flugzeuge des Typs S2F-1 (S-2A) Tracker von der US Navy, zu denen am 30. März 1962 zwei weitere hinzukamen. Sie trugen die Seriennummer 146 bis 173 und waren beim 320. und 4. Schwadron als U-Boot-Abwehr-Flugzeuge eingesetzt. Zwischen Juni 1968 und Dezember 1970 wurden 18 dieser Maschinen in Kanada bei Fairey auf den Ausrüstungsstand S-2N gebracht um beim 1. Schwadron eingesetzt zu werden. Vier dieser Maschinen wiederum wurden im Mai 1971 zu Trainings- und Transportflugzeugen umgerüstet. Die niederländische Marine musterte die letzten Maschinen am 7. Januar 1976 aus. Einige davon gingen an die türkische Marine.
17 weitere Grumman CS2F-1 (CS-2A) mit der Seriennummer 180–196 der kanadischen Marine wurden, nachdem sie bei Fairey überholt worden waren, zwischen dem 6. Dezember 1960 und dem 18. September 1961 ebenfalls an die niederländische Marine verkauft. Sie wurden durchwegs auf Curacao auf den Niederländischen Antillen stationiert und führten maritime Aufklärungsflüge und U-Boot-Abwehr-Einsätze durch. Zwischen dem 1. Mai 1968 und dem 1. August 1970 wurden diese Maschinen in die Niederlande überführt und dort abgewrackt oder als Übungsflugzeug am Boden verwendet.

### Andere Versionen
Eine Version der S-2 war die C-1 Trader, ein neunsitziges Verbindungsflugzeug für Flüge vom Land zu einem Flugzeugträger.
Eine weitere Version war die E-1 Tracer ein Frühwarnflugzeug mit einem großen Radom über dem Rumpf, in dem sich das Frühwarnradar APS-82 drehte. Dieses Flugzeug wurde schließlich durch Grumman E-2 ersetzt.
In Kanada wurden einige Tracker zu Feuerlöschflugzeugen umgebaut. Diese Flugzeuge hießen Firecat oder Turbo Firecat. Die Firecat war ein einfacher Umbau der S-2A mit einem 3296-Liter-Löschmitteltank im Rumpf. Bei der Turbo Firecat wurden die Kolbenmotoren durch PT-6A-67AF-Propellerturbinen ersetzt und ein 3455 Liter großer Löschmitteltank eingebaut. Marsh Aviation aus den USA bauten einige Maschinen ebenfalls für den Feuerlöscheinsatz für das kalifornische Wald- und Brandschutzministerium um. Diese S-2AT bezeichneten Maschinen sind wiederum mit Garrett-TPE331-Triebwerken ausgerüstet.

## Produktion
Bauzahlen der Grumman S-2
| Version     | 1952 | 1953 | 1954 | 1955 | 1956 | 1957 | 1958 | 1959 | 1960 | 1961 | 1962 | 1963 | 1964 | 1965 | 1966 | 1967 | SUMME |
| ----------- | ---- | ---- | ---- | ---- | ---- | ---- | ---- | ---- | ---- | ---- | ---- | ---- | ---- | ---- | ---- | ---- | ----- |
| XS2F-1      | 1    | 1    |      |      |      |      |      |      |      |      |      |      |      |      |      |      | 2     |
| YS2F-1      |      | 15   |      |      |      |      |      |      |      |      |      |      |      |      |      |      | 15    |
| S2F-1/S-2A  |      | 4    | 208  | 111  | 140  | 102  | 78   | 54   | 43   |      |      |      |      |      |      |      | 740   |
| S2F-2/S-2C  |      |      | 7    | 53   |      |      |      |      |      |      |      |      |      |      |      |      | 60    |
| S2F-3/S-2D  |      |      |      |      |      |      |      |      | 18   | 53   | 29   |      |      |      |      |      | 100   |
| S2F-3S/S-2E |      |      |      |      |      |      |      |      |      |      | 22   | 48   | 48   | 48   | 48   | 38   | 252   |
| SUMME       | 1    | 20   | 215  | 164  | 140  | 102  | 78   | 54   | 61   | 53   | 51   | 48   | 48   | 48   | 48   | 38   | 1.169 |

## Militärische Nutzer
Argentinien
Beschaffte 1962 sieben S-2A, 1978 sechs S-2E und 1990 drei S-2G. In den 1990er-Jahren wurden sechs mit Turboproptriebwerken ausgestattet und werden nun als S-2T bezeichnet.
 Australien
 Brasilien
Die Marine Brasiliens (MB) setzte ihre S-2A (P-16A) und S-2E (P-16E) vom Flugzeugträger Minas Gerais aus ein.
 Italien
 Japan
 Kanada
 Niederlande
 Thailand
 Peru
 Südkorea
 TaiwanMarine
 Türkei
 Uruguay
 Vereinigte Staaten
 Venezuela

## Technische Daten

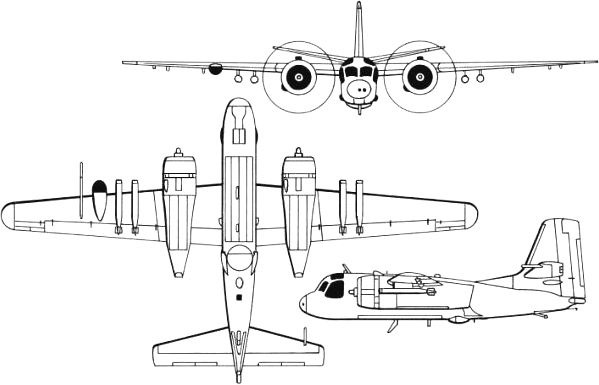
3-Seiten-Riss einer S-2D/E/G

| Kenngröße                  | Daten der S-2E |
| -------------------------- | --- |
| Typ                        | Träger- und landgestütztes U-Jagdflugzeug                                                                              |
| Triebwerk                  | 2 × Neun-Zylinder-Sternmotoren Wright R-1820-82WA Cyclone, je 1.137 kW (1.546 PS)                                      |
| Höchstgeschwindigkeit      | 426 km/h |
| Patrouillengeschwindigkeit | 241 km/h (in 455 m Höhe)                                                                                               |
| Überführungsreichweite     | 2.092 km |
| Flugdauer                  | 9 h (mit max. Treibstoffzuladung und 10 % Reserve)                                                                     |
| Leermasse                  | 8.505 kg |
| max. Startmasse            | 13.222 kg |
| Spannweite                 | 22,12 m |
| Länge                      | 13,26 m |
| Höhe                       | 5,05 m |
| Bewaffnung                 | 1 × nukleare Wasserbombe Mk 57 oder Mk 101 im internen Waffenschacht und Torpedos an 6 Stationen unter den Tragflächen |